# Хаген, Герберт
Герберт Мартин Хаген (нем. Herbert Martin Hagen; 20 сентября 1913, Ноймюнстер, Германская империя — 7 августа 1999, Рютен, Германия) — штурмбаннфюрер СС, командир полиции безопасности и СД в Бордо, начальник отдела II/112: «евреи» главного управления СД, сотрудник Главного управления имперской безопасности.

## Биография

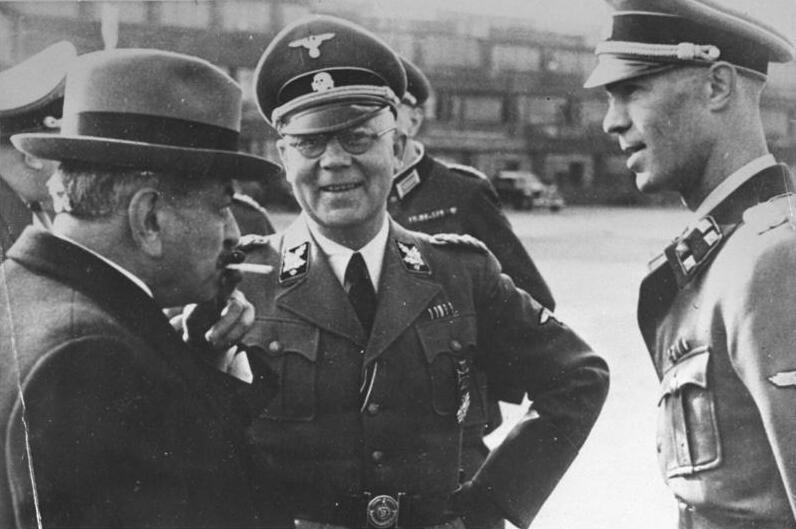
Слева направо: Пьер Лаваль, Карл Оберг, Герберт Хаген

Герберт Хаген родился 20 сентября 1913 года в Ноймюнстере в семье таможенного чиновника. Его семья тяжело пережила Первую мировую войну: погиб брат Герберта, а отец оказался во французском плену, из которого вернулся в 1920 году. В 1932 году Хаген окончил реальное училище в Киле и желал продолжить учёбу, но ему недоставало финансовых средств, поэтому он стал осваивать профессию продавца. 1 ноября 1933 года был зачислен в ряды СС. С 1934 года был сотрудником центрального отдела I3 (пресса и музеи) в главном управлении СД. Летом 1936 года изучал журналистику в немецком университете политических наук в Берлине. 1 мая 1937 года вступил в НСДАП (билет № 4583139).
В 1937 году сменил Леопольда фон Мильденштайна на посту руководителя отдела II/112 (евреи) в главном управлении СД, где Хагену как специалисту было поручено заниматься «еврейским вопросом». Среди подчинённых Хагена были Адольф Эйхман и Теодор Даннекер, который в дальнейшем сыграл важную роль в качестве советника по еврейским делам во Франции. Хаген проводил лекции о иудаизме, еврейских организациях в Германии, «состоянии еврейского вопроса» и «чрезвычайных мерах». Эти лекции он читал членам Народного суда, офицерам военной академии и в полицейской школе в рамках идеологической подготовки. Вместе с Эйхманом Хаген посетил Палестину, для того чтобы узнать о местах проживания «мирового еврейства» и проверить возможность переселения евреев на территории, подконтрольные Великобританией. В 1939 году была выпущена работа «Мировое еврейство», в написании которой Хаген принимал участие.
С августа 1940 по май 1942 года был командиром полиции безопасности и СД в Бордо. В зоне его ответственности оказалось Атлантическое побережье с внутренними районами между городом Андай и рекой Луарой. 24 октября 1941 года в лагере Соуж в департаменте Жиронда составил список для расстрела 50 гражданских лиц. Также организовывал рейды, в результате которых в лагеря смерти были депортированы евреи. В декабре 1941 года предложил построить концлагерь для евреев, проживающих в Мериньяке. 5 мая 1942 года был назначен личным представителем руководителя СС во Франции Карла Оберга. Кроме того, служил в Главном управлении имперской безопасности в отделе VI E (изучение настроений во враждебных государства) под руководством оберштурмбаннфюрера СС Гельмута Кнохена, а позднее Вальтера Хаммера.
В сентябре 1944 года был переведён к Высшему руководителю СС и полиции в области Альпенланд Эрвину Рёзенеру в Каринтию, где вместе с айнзацгруппой Ильтис боролся с югославскими партизанами.

### После войны
13 мая 1945 года был арестован британскими войсками в Клагенфурте. В 1947 году у Хагена, как у бывшего служащего Главного управления имперской безопасности, возникли проблемы с денацификацией. В том же году суд в Штаде несколько раз рассматривал его дело. На допросах Хаген признал, что был причастен к интернированию французских евреев, а также, что знал о концлагерях, но не о массовом уничтожении. 4 марта 1948 года был освобождён из лагеря для интернированных. 5 мая 1948 года суд в Штаде приговорил его к 1 году и 6 месяцам заключения, которые уже были отбыты в лагере.
3 мая 1950 года против него было возбуждено расследование во Франции. 18 марта 1955 года военным трибуналом Парижа был заочно приговорён к пожизненному заключению. В 1954 году стал служащим фирмы Hespe und Woelm. С 1964 года был коммерческим директором фирмы IND-APP Industrieapparatebau GmbH, производившей электрооборудование. В 1978 году предстал перед судом Кёльна вместе с Куртом Лишкой и Эрнстом Хайнрихзоном. 11 февраля 1980 года был приговорён к 12 годам тюремного заключения за пособничество в убийстве 73 000 человек. 22 апреля 1985 года был освобождён досрочно из тюрьмы в Шверте. С 1997 года жил в доме для престарелых близ Варштайна. Умер в 1999 году в Рютене.